# Hiroquest: Genesis
Hiroquest: Genesis (стилизованный под Hiro QUEST: Genesis) — седьмой студийный альбом американского диджея и продюсера Стива Аоки, следующий за его альбомом Neon Future IV 2020 года. Альбом является результатом партнерства Aoki с компанией по производству коллекционных карточных игр MetaZoo Games, вместе с которым он выпустил сопутствующий набор карточных игр, в котором с каждым проданным компакт-диском отправлялась одна случайная карта. Альбом был выпущен 16 сентября 2022 года.

## Фон
По словам Аоки, «музыка — это связующая ткань с этой вселенной, которую я создаю. Этот альбом рассказывает фантастическую историю, но он также о свободе от ограничений. Я вернулся к своим корням — к той необузданной энергии рока, которая и стала её основой. С этого момента я начал исследовать все, и это вылилось во множество различных жанров».
Hiroquest: Genesis был выпущен 16 сентября 2022 года на лейблах DJ Kid Millionaire Ltd и Dim Mak Records. В нём представлены совместные работы с Джасией, Внуком, Mod Sun, Global Dan, Кейном Брауном, Рикки Ретро, Taking Back Sunday, Брайсом Вайн, Гуди Грейс, Sueco, No Love for the Middle Child, кланом Санта-Фе, Snow Tha Product, Гуайнаа, Натанаэлем Кано, КААЗЕ, Джон Мартин, ХРВИ, Марник, Леони, Тимми Трампет, DJ Aligator, Поллианна, Джорджия Ку, Лил Ксан, PnB Rock и 24 часа.

### Концепция и структура
Hiroquest: Genesis можно охарактеризовать как концептуальный альбом, поскольку в нём рассказывается о главном герое по имени Хиро, который существует как инсценировка Аоки, который отправляется в интроспективное путешествие, чтобы собрать магические кольца, описанные в гримуаре Black Pullet, которые он должен использовать, чтобы спасти мир.
Альбом разделен на фракции пятью интерлюдиями под названием «мелодии». Каждый персонаж в карточной игре соответствует одной из пяти фракций.

## Альбом ремиксов
Позже, 11 ноября 2022 года, Aoki выпустила ремиксированную версию альбома из двадцати семи треков под названием Hiroquest: Genesis Remixed. Ремикшированные версии песен были спродюсированы в основном артистами, которые не участвовали в оригинальном проекте, хотя в нём были представлены работы Аоки (в ремиксе на «Just Us Two») и Тимми Трампета (в ремиксе на «Hiroquest Anthem»).

## Тур
Альбом породил тур Hiroquest: Genesis Tour, который начался 22 февраля 2023 года в Монреале, Канада, и закончился 16 марта в Нью-Йорке.